# Gonatocerus nigritarsis
Gonatocerus nigritarsis är en stekelart som beskrevs av William Harris Ashmead 1887. Gonatocerus nigritarsis ingår i släktet Gonatocerus och familjen dvärgsteklar. Inga underarter finns listade i Catalogue of Life.